# Зграда Владислава Цикајла
Зграда Владислава Цикајла подигнута је педесетих година 19. века у главној улици Зрењанина, улици краља Александра I Карађорђевића, у оквиру Старог градског језгра, као Просторно културно-историјске целине од великог значаја.
Зграда је од изградње до национализације била у власништву апотекарских фамилија. Претпоставка је да ју је изградио Никола Бенковић, али се води по имену апотекара Ласла (Владислава) Цикајла који је од 1910. године имао апотеку у приземљу зграде.
Иако је зграда претрпела веће измене, како фасаде тако и ентеријера, она и даље има споменичка својства. Приземље уличне фасаде је деградирано постављањем великих алумнијског излога, али је декоративна пластика и столарија спрата аутентична. На фасади су сачувани декоративни елементи архитравних фронтона који се ослањају на конзоле, а који се састоје од положених волута и акантусовог листа. Такође сачувана је и ограда балкона.